# 張佳寧
張 佳寧（チャン・ジャーニン、ジャン・ジアニン、1989年5月26日 - ）は、中華人民共和国の女優。

## 経歴
吉林省遼源市出身。中央戯劇学院卒で、2009年にドラマ『小姨多鶴（原題）』で本格的に女優デビュー。2010年のドラマ『彼と私と両家の事情』で注目を集める。2013年、ドラマ『老爸的愛情（原題）』で樂視盛典の優秀女優賞を受賞。2017年から18年にかけてドラマ『海上牧雲記 〜3つの予言と王朝の謎』『如懿伝 〜紫禁城に散る宿命の王妃〜』『明蘭〜才媛の春〜』などのヒットドラマに出演し、『大唐見聞録 皇国への使者』ではヒロイン役を務めた。

## 出演作品

### 映画
- 茶香（2010年）
- 80后的独立宣言（2013年）
- 第一炉香 第一炉香（2021年）
- きみの星が、きらめく世界で -劇場版- 一閃一閃亮星星（2023年）
- 我会好好的（2025年）

### テレビドラマ
- 咱们的派出所（2008年）
- 闯关东中篇（2009年）
- 小姨多鹤（2009年）
- 彼と私と両家の事情 媳妇的美好时代（2010年）
- 蚁族的奋斗（2010年）
- 川军团血战到底（2011年）
- 新四军女兵（2011年）
- 钢铁年代（2011年）
- 黑色名单（2011年）
- 有爱就有家（2011年）
- 老爸的爱情（2012年）
- 温州一家人（2012年）
- 哎呀妈妈（2012年）
- 婚巢（2012年）
- 林师傅在首尔（2012年）
- 左手亲情右手爱（2013年）
- 咱们结婚吧（2013年）
- 渗透（2013年）
- 邻居也疯狂（2013年）
- 裸婚之后（2014年）
- 谁解女人心（2014年）
- 天使的微笑（2014年）
- 青年医生（2014年）
- 亲情暖我心（2015年）
- 功夫婆媳（2015年）
- 蜂鸟（2015年）
- 鸡毛飞上天（2017年）
- 江城警事（2017年）
- 我的奇葩老爸（2017年）
- 轩辕剑之汉之云（2017年）
- 黄大年（2017年）
- 海上牧雲記 〜3つの予言と王朝の謎 九州·海上牧云记（2017年）
- 如懿伝 〜紫禁城に散る宿命の王妃〜 如懿传（2018年）
- 大唐見聞録 皇国への使者 唐砖（2018年）
- 明蘭〜才媛の春〜 知否知否应是绿肥红瘦（2018年）
- 爱上你，治愈我（2019年）
- 决胜法庭（2020年）
- 燃烧（2020年）
- 他其实没有那么爱你（2020年）
- 亲爱的设计师（2020年）
- 黑白禁区（2020年）
- 大江大河2〜大いなる夢への挑戦〜 大江大河2（2020年）
- それでも僕らは 〜チャオ家の軌跡〜 乔家的儿女（2021年）
- きみの星が、きらめく世界で 一闪一闪亮星星（2022年）
- 原来是老师啊！（2022年）
- 欢迎光临（2022年）
- 欢乐颂3（2022年）
- 欢乐颂4（2023年）
- 大江大河之岁月如歌（2024年）
- 小城故事多（2024年）
- 欢乐颂5（2024年）
- 另一种蓝（2024年）
- この結婚は社内秘で 私藏浪漫（2024年）
- 沙尘暴（2025年）